# النفعية (كتاب)
كتاب جون ستيوارت ميل عن النفعية (بالإنجليزية: John Stuart Mill's book Utilitarianism)‏ هو دفاع فلسفي حول مذهب النفعية في الأخلاق. ظهر المقال لأول مرة على شكل سلسلة من ثلاثة مقالات نشرت في مجلة فريزر في عام 1861؛ وتم جمع المواد وطبعها في كتاب واحد في عام 1863. ونشرت أربع طبعات خلال حياة ميل مع إضافات وتعديلات طفيفة.
على الرغم من أن ميل أدخل مناقشات المبادئ الأخلاقية النفعية في أعمال أخرى مثل عن الحرية وإخضاع النساء، فإن هذا الكتاب يحتوي المناقشة الكبرى الوحيدة التي وضعها ميل عن الأسباب الأساسية للنظرية الأخلاقية النفعية.
هدف ميل في الكتاب هو شرح ماهية النفعية، وإظهار سبب كونها أفضل نظرية للأخلاق، والدفاع عنها ضد مجموعة واسعة من الانتقادات وسوء الفهم. على الرغم من تعرضها لانتقادات شديدة في كل من حياة ميل وفي السنوات التي تلت ذلك، إلا أن النفعية فعلت الكثير لنشر الأخلاق النفعية واعتبرت «التعبير الفلسفي الأكثر تأثيرًا للأخلاق الإنسانية الليبرالية التي تم إنتاجها في القرن التاسع عشر».

## ملخص
أخذ ميل العديد من عناصر نسخته النفعية من جيريمي بينثام، المصلح القانوني العظيم في القرن التاسع عشر، والذي كان مع ويليام بالي أكثر فلاسفة النفعية الإنجليز تأثيراً قبل ميل. مثل بنثام، اعتقد ميل أن السعادة (أو المتعة، التي يساويها بنثام وميل بالسعادة) هي الشيء الوحيد الذي يفعله البشر ويجب أن يرغبوا به من أجل مصلحتهم. بما أن السعادة هي الخير الجوهري الوحيد، وبما أن المزيد من السعادة مفضل على الأقل، فإن الهدف من الحياة الأخلاقية هو تحقيق أقصى قدر من السعادة. هذا ما يسميه بنثام وميل «مبدأ المنفعة» أو «مبدأ السعادة الأعظم». وبالتالي، يؤيد كل من بنثام وميل الأشكال «الكلاسيكية» أو «المتعة» من النفعية. غالبًا ما ينكر النفعيون الأحدث أن السعادة هي الصالح الجوهري الوحيد، بحجة أنه ينبغي مراعاة مجموعة متنوعة من القيم والنتائج في اتخاذ القرارات الأخلاقية.
على الرغم من اتفاق ميل مع بنثام حول العديد من المبادئ الأساسية للأخلاق، إلا أنه كان لديه أيضًا بعض الخلافات الرئيسية. على وجه الخصوص، حاول ميل تطوير شكل أكثر دقة من النفعية من شأنه أن ينسجم بشكل أفضل مع الأخلاق العادية ويسلط الضوء على الأهمية في الحياة الأخلاقية للملذات الفكرية، والتنمية الذاتية، والمثل العليا للشخصية، والقواعد الأخلاقية التقليدية.

### الفصل الأول
في الفصل الأول، المعنون «ملاحظات عامة»، يلاحظ ميل أنه كان هناك تقدم ضئيل في الأخلاق. منذ بداية الفلسفة، تمت مناقشة نفس القضايا مرارًا وتكرارًا، ولا يزال الفلاسفة يختلفون بشدة حول نقاط البداية الأساسية للأخلاق. يجادل ميل بأن هذه الخلافات الفلسفية لم تضر بشكل خطير بالأخلاق الشعبية، ويرجع ذلك إلى حد كبير إلى أن الأخلاق التقليدية هي إلى حد كبير، وإن كانت ضمنية، نفعية. ويختم الفصل بالإشارة إلى أنه لن يحاول إعطاء «دليل» صارم على مبدأ السعادة الأعظم. مثل بنثام، اعتقد ميل أن الغايات النهائية والمبادئ الأولى لا يمكن إثباتها، لأنها تكمن في أساس كل شيء آخر نعرفه ونؤمن به. ومع ذلك، يدعي، «يمكن تقديم اعتبارات قادرة على تحديد العقل»، والتي ترقى إلى شيء قريب من إثبات مبدأ المنفعة.

### الفصل الثاني
في الفصل الثاني، صاغ ميل مبدأ أخلاقيًا واحدًا، وهو مبدأ المنفعة أو مبدأ السعادة الأعظم، والذي يقول إن جميع المبادئ الأخلاقية النفعية مشتقة: «العقيدة التي تقبل كأساس لمنفعة الأخلاق، أو مبدأ السعادة الأعظم، يرى أن الأفعال صحيحة في التناسب لأنها تميل إلى تعزيز السعادة، وخاطئة لأنها تميل إلى إنتاج عكس السعادة. بالسعادة المقصود بها المتعة، وغياب الألم؛ من خلال التعاسة والألم والحرمان من المتعة».
ثم يقضي ميل الجزء الأكبر من الفصل الثاني في الرد على عدد من الانتقادات الشائعة للنفعية. وتشمل هذه الاتهامات بأن النفعية:
- هي عقيدة لا تليق إلا بالخنازير (لأن هذه المتعة هي الشيء الوحيد المرغوب فيه لذاتها)
- فشل في إدراك أن السعادة لا يمكن الحصول عليها
- متطلب للغاية (للادعاء بأن من واجبنا دائمًا خلق أكبر قدر ممكن من السعادة في العالم)
- يجعل الناس باردين وغير متعاطفين (من خلال التركيز فقط على عواقب الأفعال، بدلاً من التركيز على ميزات مثل الدوافع والشخصية، التي تتطلب استجابة أكثر حساسية وتعاطفًا)
- هي أخلاق لا إلهية (بالفشل في إدراك أن الأخلاق متجذرة في أوامر الله أو إرادته)
- يخلط بين الخير والنفعية
- يفشل في إدراك أنه عند اتخاذ قرارات أخلاقية لا يوجد عادة وقت لحساب العواقب المستقبلية
- يغري الناس بعصيان القواعد الأخلاقية العادية (بدعوتهم لتجاهل هذه القواعد عندما يبدو أنهم يتعارضون مع السعادة العامة)

رداً على الاتهام بأن النفعية هي عقيدة تصلح فقط للخنازير، تخلى ميل عن وجهة نظر بنثام القائلة بأن الملذات تختلف فقط في الكمية وليس النوعية. ويلاحظ أن معظم الأشخاص الذين عانوا من الملذات الجسدية والفكرية يميلون إلى تفضيل الأخيرة بشكل كبير. يدعي أن قلة من الناس سيختارون التجارة مع حيوان أو أحمق أو جاهل مقابل أي قدر من المتعة الجسدية قد يكتسبونه بذلك. ونظرًا لأن «الدليل الوحيد الذي يمكن أن ننتج أن شيئًا ما مرغوب فيه، هو أن الناس يرغبون في ذلك بالفعل»، فإن ذلك يترتب على ذلك أن الملذات الفكرية (على سبيل المثال، ملذات الصداقة والفن والقراءة والمحادثة) هي أعلى وأكثر رغبة. أنواع من الملذات أكثر من الملذات الجسدية، وأن السعي العقلاني للسعادة على المدى الطويل يتطلب تنمية قدرات الفرد العليا.
ردًا على الاعتراض القائل بعدم وجود وقت كافٍ بشكل عام لحساب كيف يمكن لفعل معين أن يؤثر على السعادة العامة طويلة المدى، يرسم ميل نوعًا من المقاربة «ذات المستويين» للأخلاق التي تمنح مكانًا مهمًا للقواعد الأخلاقية في صنع القرار الأخلاقي: يجادل ميل في أن القواعد الأخلاقية التقليدية مثل «حافظ على وعودك» و «قل الحقيقة» قد أظهرت من خلال الخبرة الطويلة لتعزيز رفاهية المجتمع. عادة يجب أن نتبع مثل هذه «المبادئ الثانوية» دون التفكير كثيرا في عواقب أفعالنا. كقاعدة عامة، فقط عندما تتعارض هذه المبادئ من الدرجة الثانية يكون من الضروري (أو الحكمة) الاحتكام إلى مبدأ المنفعة مباشرة.

### الفصل الثالث
في الفصل الثالث، يسأل ميل ما هي «العقوبات» (أي المكافآت والعقوبات) التي تشكل أساس الالتزام بتعزيز السعادة العامة. يستكشف مجموعة متنوعة من الطرق التي من خلالها تشجع العقوبات الخارجية والداخلية - أي الحوافز التي يقدمها الآخرون والمشاعر الداخلية للتعاطف والضمير - الناس على التفكير في كيفية تأثير أفعالهم على سعادة الآخرين. يدعي ميل أن العقوبة النهائية داخلية. البشر حيوانات اجتماعية يرغبون بشكل طبيعي في «أن يكونوا في وحدة مع زملائنا من المخلوقات». إن تفضيل الأهداف الأنانية على الصالح العام يتعارض مع هذا الدافع الطبيعي المتجذر.

### الفصل الرابع
في الفصل الرابع، يقدم ميل كتابه الشهير شبه الدليل على مبدأ السعادة الأعظم. جوهر حجته هو هذا:
1. كل شخص يرغب في السعادة.
2. الدليل الوحيد على أن شيئًا ما مرغوب فيه هو أن الناس يرغبون به بالفعل.
3. لذا، فإن سعادة كل شخص هي خير لهذا الشخص.
4. لذلك، فإن السعادة العامة هي خير لمجموع كل الأشخاص.

ادعى العديد من النقاد أن هذه الحجة تعتمد على افتراض مشكوك فيه حول كيفية ارتباط السعادة الفردية بالسعادة العامة. قد تكون هناك أوقات لا يمكن فيها تعزيز السعادة العامة إلا من خلال التضحية بسعادة بعض الأفراد. في مثل هذه الحالات، هل السعادة العامة مفيدة لهؤلاء الأفراد؟ تساءل نقاد آخرون عما إذا كان من المنطقي التحدث عن المجاميع على أنها رغبات، أو ما إذا كانت حقيقة أن شيئًا ما مرغوبًا يثبت أنه مرغوب فيه.

### الفصل الخامس
يُختتم الفصل الخامس والأطول بمناقشة ما يعتبره ميل «الصعوبة الحقيقية الوحيدة» مع الأخلاق النفعية: ما إذا كانت قد تسمح أحيانًا لأعمال الظلم الصارخ. غالبًا ما يزعم منتقدو النفعية أن الحكم على الأفعال من حيث تأثيرها فقط على السعادة العامة لا يتوافق مع الاحترام القوي للحقوق الفردية وواجب معاملة الناس كما يستحقون. يقدر ميل قوة هذا الاعتراض ويجادل
1. أن مشاعر العدالة متجذرة في كل من رغبة الإنسان الطبيعية في الانتقام من الإصابات وغريزة طبيعية للتعاطف مع أولئك الذين أصيبوا خطأً.
2. أن للعدالة أساس نفعي لأن الظلم لا يرتكب إلا عند انتهاك حقوق الشخص، ويجب حماية الحق المزعوم من قبل المجتمع فقط عندما يؤدي ذلك إلى تعزيز السعادة العامة.
3. أن الناس يختلفون بشدة حول ماهية الأشياء وما هي ليست عادلة، وأن النفعية توفر الأساس العقلاني الوحيد لحل مثل هذه النزاعات.[2]

## تأثير
تظل المذهب النفعي لميل «أشهر دفاع عن وجهة النظر النفعية المكتوبة على الإطلاق» ولا يزال يتم تخصيصه على نطاق واسع في دورات الأخلاقيات الجامعية حول العالم. بسبب ميل إلى حد كبير، أصبحت النفعية بسرعة النظرية الأخلاقية السائدة في الفلسفة الأنجلو أمريكية. على الرغم من أن بعض علماء الأخلاق المعاصرين لن يتفقوا مع جميع عناصر فلسفة ميل الأخلاقية، تظل النفعية خيارًا حيًا في النظرية الأخلاقية اليوم.تأثير
تظل المذهب النفعي لميل «أشهر دفاع عن وجهة النظر النفعية المكتوبة على الإطلاق» ولا يزال يتم تخصيصه على نطاق واسع في دورات الأخلاقيات الجامعية حول العالم. بسبب ميل إلى حد كبير، أصبحت النفعية بسرعة النظرية الأخلاقية السائدة في الفلسفة الأنجلو أمريكية. على الرغم من أن بعض علماء الأخلاق المعاصرين لن يتفقوا مع جميع عناصر فلسفة ميل الأخلاقية، تظل النفعية خيارًا حيًا في النظرية الأخلاقية اليوم.